# ناثان لارسون
ناثان لارسون (بالإنجليزية: Nathan Larson) (و. 1970 – م) هو ملحن، وعازف قيثارة، وكاتب خيال علمي، وموسيقي، ومغني، وكاتب غنائي، ومؤلفو موسيقى تصويرية من الولايات المتحدة الأمريكية. ولد في ماريلاند.

## وصلات خارجية
- ناثان لارسون على موقع IMDb (الإنجليزية)
- ناثان لارسون على موقع ألو سيني (الفرنسية)
- ناثان لارسون على موقع ميوزك برينز (الإنجليزية)
- ناثان لارسون على موقع أول موفي (الإنجليزية)
- ناثان لارسون على موقع قاعدة بيانات برودواي على الإنترنت (الإنجليزية)
- ناثان لارسون على موقع قاعدة بيانات الأفلام السويدية (السويدية)
- ناثان لارسون على موقع أول ميوزيك (الإنجليزية)
- ناثان لارسون على موقع ديسكوغز (الإنجليزية)
- ناثان لارسون على موقع قاعدة بيانات الفيلم (الإنجليزية)
- ناثان لارسون على موقع كينوبويسك (الروسية)